# Policijska uprava Krško
Policijska uprava Krško je bivša policijska uprava slovenske policije s sedežem na Cesti krških žrtev 55 a (Krško). Zadnji (2007-2011) direktor uprave je bil Andrej Zbašnik. 

## Zgodovina
Policijska uprava je bila ustanovljena 27. februarja 1999, ko je pričel veljati Odlok o ustanovitvi, območju in sedežu policijskih uprav v Republiki Sloveniji. V sklopu projekta Libra je bila policijska uprava ukinjena 31. maja 2011.

## Organizacija

### Splošne postaje
Pod policijsko upravo so spadale 3 policijske postaje, in sicer:
- Policijska postaja Brežice
  - Policijska pisarna Bizeljsko
- Policijska postaja Krško
  - Policijska pisarna Kostanjevica na Krki
- Policijska postaja Sevnica

### Mejna policija
- Postaja mejne policije Dobova
- Postaja mejne policije Obrežje

### Posebne postaje
- Postaja prometne policije Krško